# Erinnerungsmedaille an den Chinesischen Feldzug

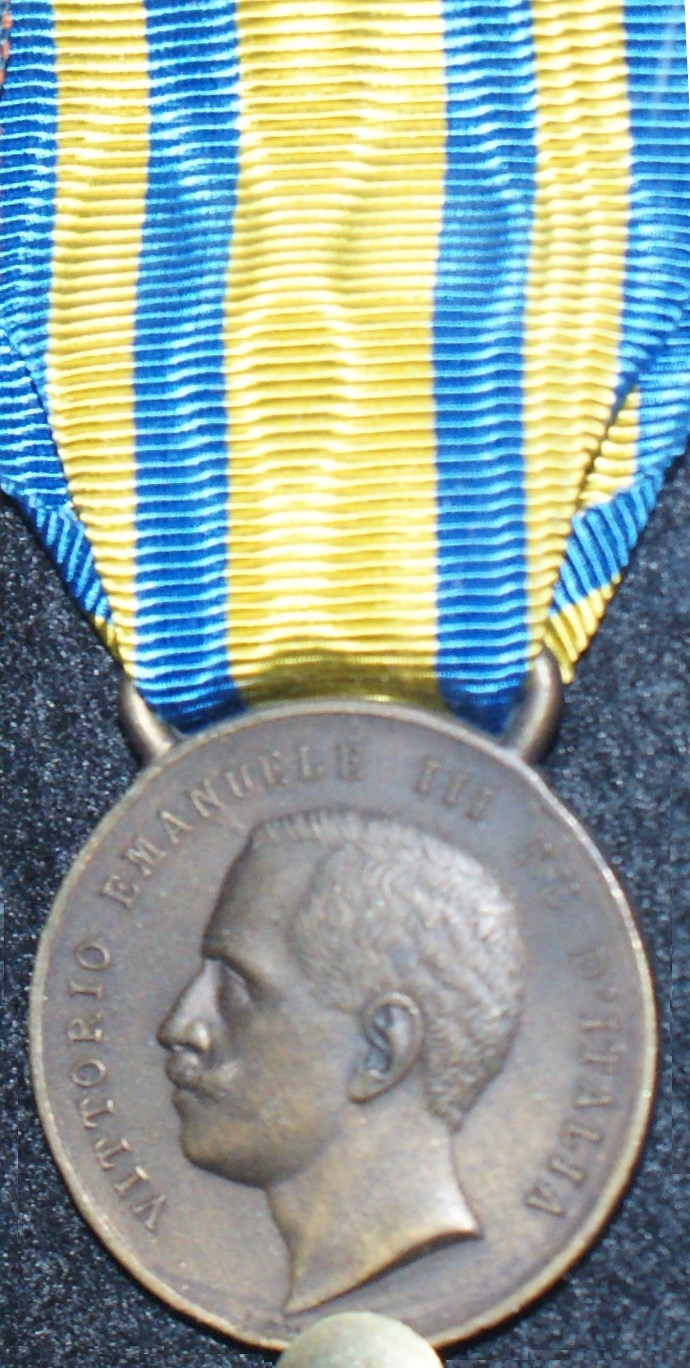
Avers der Medaille

Die Erinnerungsmedaille an den Chinesischen Feldzug (it. Medaglia commemorativa della campagna in Cina) war eine Auszeichnung des Königreiches Italien, welche am 23. Juni 1901 per Dekret 338 in einer Stufe durch König Vittorio Emanuele III. gestiftet wurde. Sie war das Pendant zur deutschen China-Denkmünze und anderen Auszeichnung der Vereinigten acht Staaten im Zuge der kriegerischen Auseinandersetzungen in Ostasien.

## Aussehen
Die runde bronzene Medaille, welche mit einer Urkunde verliehen wurde, besitzt einen Durchmesser von 33 mm und zeigt auf ihrem Avers mittig den nach rechts  blickenden Kopf des Stifters mit der Umschrift VITTORIO EMANUELE III RE D’ITALIA. Das Revers der Medaille zeigt zwei unten gekreuzte, nach oben hin gebogene und offene Lorbeerzweige mit Früchten sowie die mittige zweizeilige Inschrift CINA / 1900-1901. Ausgezeichnete Angehörige, die erst nach 1901 zur Besatzung hinzukamen, erhielten die Medaille ebenfalls, jedoch ohne rückseitige Jahreszahl. 

## Trageweise
Getragen wurde die Medaille über der linken oberen Brusttasche des Beliehenen an einem 37 mm breiten gelben Band. Das Band hat einen blauen Saum, der 3 mm breit ist und zwei ebenfalls blaue 5 mm breite und 10 mm voneinander entfernte senkrechte Mittelstreifen. Die dazugehörige Bandschnalle ist von gleicher Beschaffenheit. Kriegsteilnehmer trugen auf dem Ordensband eine goldfarbene Spange mit der Aufschrift CINA 1900-1901.

## Verleihungszahlen
Die Erinnerungsmedaille an den Chinesischen Feldzug wurde 2325 mal verliehen.